# Alessandro Piccolomini
Alessandro Piccolomini (Siena, Toscana, 13 de juny de 1508 - 12 de març de 1578) fou un filòsof i literat italià.
Pertanyent a la mateixa nissaga que el papa Pius II i a la branca dels Rustichino. Dotat de grans aptituds pels estudis, feu ràpids progressos en matemàtiques, dret, filosofia, i llengües antigues. Durant la seva joventut portà una vida dissoluta; testimoni d'això és la seva obra La Rafaella, ovvero della creanza delle donne (Venècia, 1539; 4a edició, Londres, 1750) a la publicació de la qual se'n penedí sincerament observant la resta de la seva vida una conducta exemplar.
Residí a Pàdua, on fou cridat per a ocupar una càtedra de filosofia, i set anys a Roma al cap dels quals es retirà a Siena, però la fama de les seves virtuts feu que Gregori XIII l'anomenés arquebisbe de Patras i coadjutor de Siena (1574).
Piccolomini, com a filòsof és aristotèlic: crida a l'Estargirita mio principe e guida, i en el seu entusiasme arriba a semblar-li piu che uomo. El seu pensament es llueix en els tres tractats que formen un verdader curs de filosofia L'instrumento della filosofia (Roma, 1551 amb una 3a edició molt millorada, el 1585), Filosofia naturale (1551-54), i Filosofia morale (1560.
La filosofia instrumental és la lògica que consta de quatre parts: veritat o falsedat de les proposicions; forma d'expressar la veritat o falsedat; demostració o sil·logisme perfecte i sil·logisme dialèctic o dis putatiu. El més important és la introducció en la qual Piccolomini exposa les seves idees respecte a la filosofia, dels seus progressos i del seu objecte (l'univers, l'home i Déu).
Amb el nom de filosofia natural comprèn la física i la metafísica, o sigui, el coneixement de la naturalesa per observació i raciocini, independentment de la fe i de la revelació. Les qüestions tractades en aquesta són poc més o menys les mateixes d'Aristòtil, però l'autor insisteix en la distinció entre la filosofia i la teologia, i declara que el verdader camí de la veritat plena ha de cercar-se en la teologia.
La filosofia moral o activa tracta de l'elevat origen de l'home i els eu destí, de la felicitat mitjançant el domini de les passions i la pràctica de les virtuts, de la sociabilitat, dels deures i de l'organització familiar i política. És digne de considerar l'estudi que fa Piccolomini de la instrucció i de l'educació com a mitjans moralitzadors.
La seva obra Raffaella fou traduïda al francès portant el títol Instruction aux jeunes dames, dans la quelle elles sont apprises com it se fant bien gouverner en amour (2a edició, París, 1583).
Distingit poeta, Piccolomini imità a Virgili i Ovidi; traduí del primer part de l'Eneida, i del segon les Metamorfosis, en vers italià; 

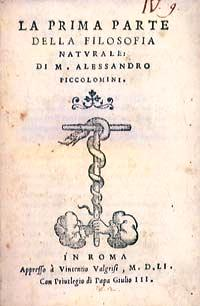
Cobertes del llibre filosofia naturale (1551)

## Comèdies
- L'Alessandro, (1586)
- L'Amor constante, (1586)
- Ortensio, (Roma, 1549)
- Cento sonetti, (Roma, 1549)
- Oratio in lode delle donne, (Venècia, 1549)

## Obres científiques
- Delle Teoriche, ovvero speculazioni dei planeti, (Venècia, 1563)
- Della Sfera del mondo, (Venècia, 1540) traducció francesa de J. Goupil, 1580.
- Della grandezza della terra e dell'acqua, (Venècia, 1558), traduïda al llatí (Basilea, 1568), acompanyada del tractat Delle Stelle fase.

Les traduccions i comentaris aristotèlics:
- In mechanicas quastiones Aristotelis Paraphrasis (Roma, 1547: traducció italiana d'Orestes Vennucci, Roma, 1582).
- Della Rettorica di Aristotele tradotta, (Venècia, 1571)
- Parafrasis, a la mateixa (1565-1572)
- Annotazioni sopra la Poetica d'Aristotele tradotta in lingua volgare, (Venècia, 1575)

Mereix menció especial la titulada Delle instituzione di tutta la vita de l'uomo nato nobile e in città libera libri X, (Venècia, 1542, 1543, 1545 i 1552), a la qual afegí dos altres llibres en edicions successives amb el títol de Della instituzione morale libri XII, (Venècia, 1760, 1575, 1582 i 1594, obra traduïda al francès per Pierre de Larivey (París, 1581), i reputada com un dels primers assaigs en què s'empra la llengua vulgar per a tractar qüestions filosòfiques, el qual li va valdre no poques crítiques a l'autor, tant per part dels laics com dels eclesiàstics, i alguns arribaren en els seus atacs a tractar-lo d'heretge per aquell innovació.